# WinSCP
WinSCP (Windows Secure CoPy) este un utilitar, gratuit și Open Souce, client FTP, SFTP și SSH ce ruează sub Microsoft Windows. Funcția lui principală este transferul de fișiere între calculatorul local și alte calculatoare din LAN sau WAN. De asemenea WinSCP are și alte funcționalități: Manager fișiere, Sincronizare fișiere, editare fișiere, etc. La transferul de fișiere se utilizează protocoalele SSH, SCP sau SFTP.
Dezvoltarea WinSCP a început în martie 2000 și continuă și astăzi fiind constant îmbunătățit. Proiectul a început inițial la Universitatea Economică din Praga unde autorul era angajat la acel momendat. Din 16 iulie 2003 proiectul a fost făcut public sub licență GNU și este găzduit de SourceForge.net.
WinSCP are la bază protocolul SSH de la PuTTY și FTP de la FileZilla. Este disponibil și ca plugin pentru FAR și Altap Salamander.

## Caracteristici
- Interfață grafică
- Versiuni în diferite limbi [3]

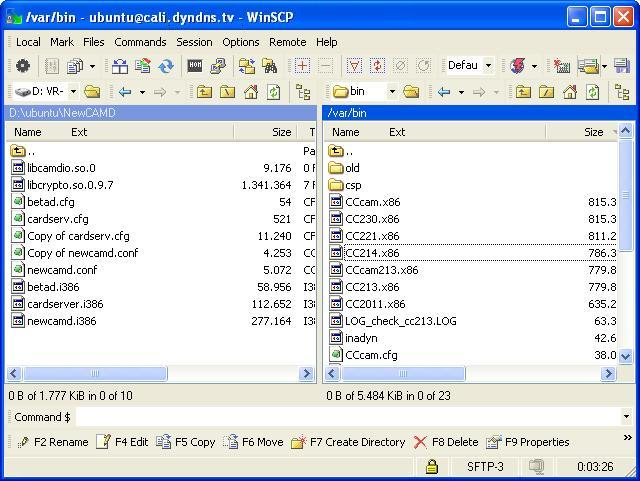
WinSCP conectat pe Ubuntu

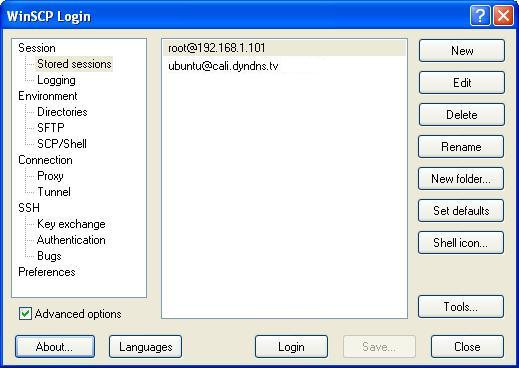
Fereastra de login/configurare.

- Stil Windows (Drag-and-drop, URL, scurtături, etc)
- Suportă toate operațiunile clasice cu fișiere
- Suportă protocoalele SSH, SFTP și SCP prin SSH-1, SSH-2 și FTP
- Batch file scripting și interfață linie de comandă
- Sincronizare de fișiere în diferite moduri
- Editor de text integrat
- Suport pentru autentificare prin parolă SSH, public key și Kerberos (GSS)
- Client integrat Pageant (PuTTY authentication agent) pentru suport de autentificare cu public key prin SSH
- Interfețe similare Windows Explorer sau Norton Commander.
- Salvare opțională a sesiunilor
- Opțional se pot importa sesiunile din PuTTY
- Upload de fișiere cu caracteristicile de dată inițiale (spre deosebile de alți clienți FTP care modifică data inițială).

### WinSCP ca editor de fișiere
WinSCP are încorporat și un foarte util editor de fișiere. Odată accesată funcția de editare, fișierul este copiat pe local unde este editat. La comanda Save/Salvează fișierul este salvat, închis și transferat înapoi la locația inițială. De asemenea se poate asocia și un editor extern pentru fișiere funcția de transfer după salvare fiind în continuare activă.

## Versiune portabilă
WinSCP este disponibil oficial și ca versiune portabilă (nu este necesară instalare). Site-uri specializate în aplicații portabile (U3, LiberKey și Portableapps.com ) oferă și ele versiuni portabile ale WinSCP.

## Reclame în instalator
WinSCP este disponibil cu un instalator sponsorizat și astfel vine cu un modul de reclame oferit de OpenCandy. Modulul de reclame triază reclamele în funcție de locația utilizatorului astfel conținutul afișat este apropiat de interesele utilizatorului (reclame locale). Veniturile din reclame sunt împărțite între OpenCandy și autor, contribuind la dezvoltarea viitoare a WinSCP
.
Modulul de reclame este opțional și poate fi dezactivat la instalare .
De asemenea există și o versiune de instalator care nu conține modulul de reclame OpenCandy.